# Guxås
Guxås är en by i Sollefteå kommun som ligger vid Helgumssjöns södra sida. Norr om orten ligger Helgumsby där kyrkan finns, och i syd ligger Husnäs. I Guxås finns bland annat Guxås Getgård, konstnären Kaj Forsman och krukmakerskan Birthe Viuff. Vid Tjärnberget bedrivs bergtäkt. Namnet Guxås tros betyda ungefär "gökåsen".